# بلک‌لیک کریک (اوهایو)
بلک‌لیک کریک (اوهایو) (به انگلیسی: Blacklick Creek (Ohio)) رودخانه‌ای است که در ایالات متحده آمریکا جریان دارد.